# Accipiter badius
Lo shikra (Accipiter badius (J. F. Gmelin, 1788)) è un uccello rapace della famiglia degli Accipitridi ampiamente diffuso nell'Africa subsahariana e nell'Asia centro-meridionale.

## Etimologia
«Shikra» deriva dall'indiano shikari, che significa «cacciatore»; badius deriva dal latino e significa «marrone».

## Descrizione

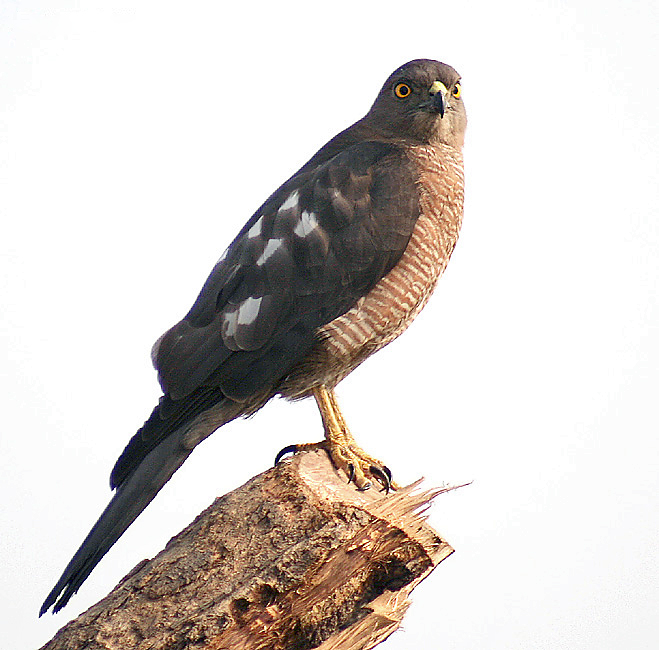
Una femmina a Hodal (India).

### Dimensioni
Misura 25-44,5 cm di lunghezza, per un peso di 100-193 g nel maschio e di 130-266 g nella femmina; l'apertura alare è di 48–56 cm nel maschio e di 56–68 cm nella femmina.

### Aspetto
Le ali arrotondate e la relativa coda lunga forniscono a questo piccolo rapace una sagoma molto tipica. Gli adulti hanno le parti superiori grigio-blu. Le 4 o 5 primarie più lunghe hanno le punte nere. Le rettrici più esterne hanno bande scure a malapena evidenti. Le piume delle parti inferiori sono molto chiare, fatta eccezione per l'estremità digitata delle ali, leggermente più scura. A distanza ravvicinata, è possibile vedere una fascia scura sulla gola e delle vaghe strisce bruno-rossastre sul petto e sul ventre. La parte inferiore della coda è molto scura, con evidenti bande trasversali grigie. La femmina adulta somiglia al maschio, ma le sue parti superiori sono leggermente più scure, più marroni. Le parti inferiori presentano delle discrete striature bruno-rossastre. Nei giovani, le piume delle regioni superiori sono marrone scuro con bordi rosso-ruggine. La testa e la coda sono più chiare: quest'ultima presenta da 5 a 8 evidenti barre trasversali scure. Il ventre è ricoperto da grandi macchie brunastre a forma di goccia. Le copritrici alari e le remiganti sono più macchiate di quelle degli adulti.
Lo shikra può essere confuso con lo sparviero levantino (Accipiter brevipes), ma quest'ultimo ha ali più appuntite e una sagoma più simile a quella dei falchi.

### Voce
Prima della nidificazione lo shikra diviene particolarmente loquace. I richiami più frequenti sono potenti, duri e provocatori, dei titu-titu abbastanza simili a quelli del drongo nero (Dicrurus macrocercus). Possono essere udite anche delle urla prolungate trascritte come iheeya iheeya. Durante la stagione di nidificazione, nel corso delle parate o quando sono appollaiati, gli shikra emettono una doppia nota ti-tui che ripetono costantemente.

## Biologia

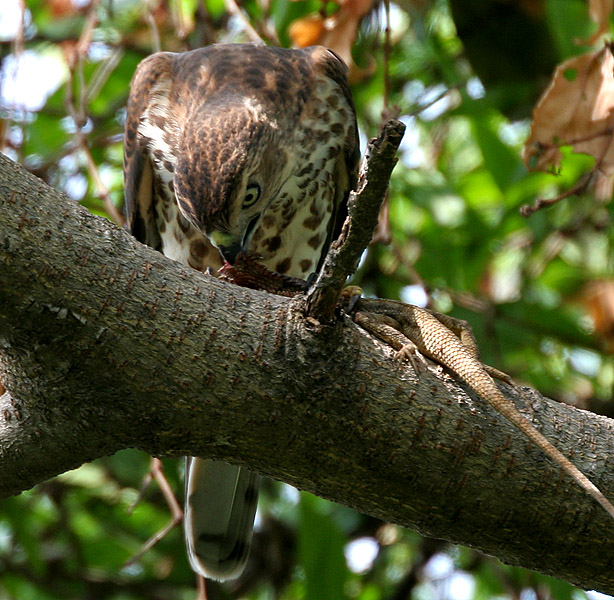
Un esemplare immaturo divora un Calotes versicolor.

Quando caccia, lo shikra cerca di approfittare al massimo dell'effetto sorpresa, come fa generalmente la maggior parte degli sparvieri e degli astori. A tal proposito, si appollaia su un albero dal fitto fogliame dove passa completamente inosservato, cosa che gli consente di tendere con successo le sue imboscate. Talvolta costringe i piccoli uccelli a uscire dai cespugli, ne isola uno dalla banda e lo insegue per aria finché non lo cattura. Lo shikra è rapido e fa prova di una formidabile determinazione nei suoi attacchi. Quando vola normalmente, lo shikra alterna generalmente dei rapidi battiti d'ala con delle planate. Il suo volo descrive una traiettoria curva e scende in maniera improvvisa prima di atterrare su un ramo. Il suo passaggio tra gli alberi della foresta è sovente annunciato dal grido di allarme di uccelli e di piccoli animali. Lo shikra ama planare sulle correnti termiche ascensionali e può essere spesso visto mentre effettua ampi cerchi in alto nel cielo.
Durante o poco prima del periodo di nidificazione, le coppie eseguono spettacolari parate aeree caratterizzate da acrobazie, tonneaux, avvitamenti e picchiate. In questa epoca dell'anno, praticano anche il volo stazionario, curvando le ali, tenendole ben al di sopra del dorso e facendole sbattere lentamente ma con decisione. Le loro capacità di volo e la loro resistenza sono così notevoli che al culmine della falconeria venivano regolarmente impiegati e addestrati per la caccia a quaglie, piccioni e pernici.

### Alimentazione
Lo shikra si nutre quasi di ogni animale vivo che le sue dimensioni gli permettono di catturare. Tra i mammiferi, cattura principalmente ratti, topi campagnoli e scoiattoli. Particolarmente numerosa è la gamma di uccelli che finiscono sul suo menu: passeri, maine, timaliidi, quaglie, tortore, dronghi neri e dronghi del Paradiso. Il menu è completato da lucertole, rane, locuste, cavallette, mantidi religiose, libellule e termiti volanti, nonché di insetti di ogni sorta come ortotteri e bruchi. Durante la riproduzione, questa specie effettua frequenti visite nei cortili in cui sono presenti anatroccoli e pulcini.

### Riproduzione

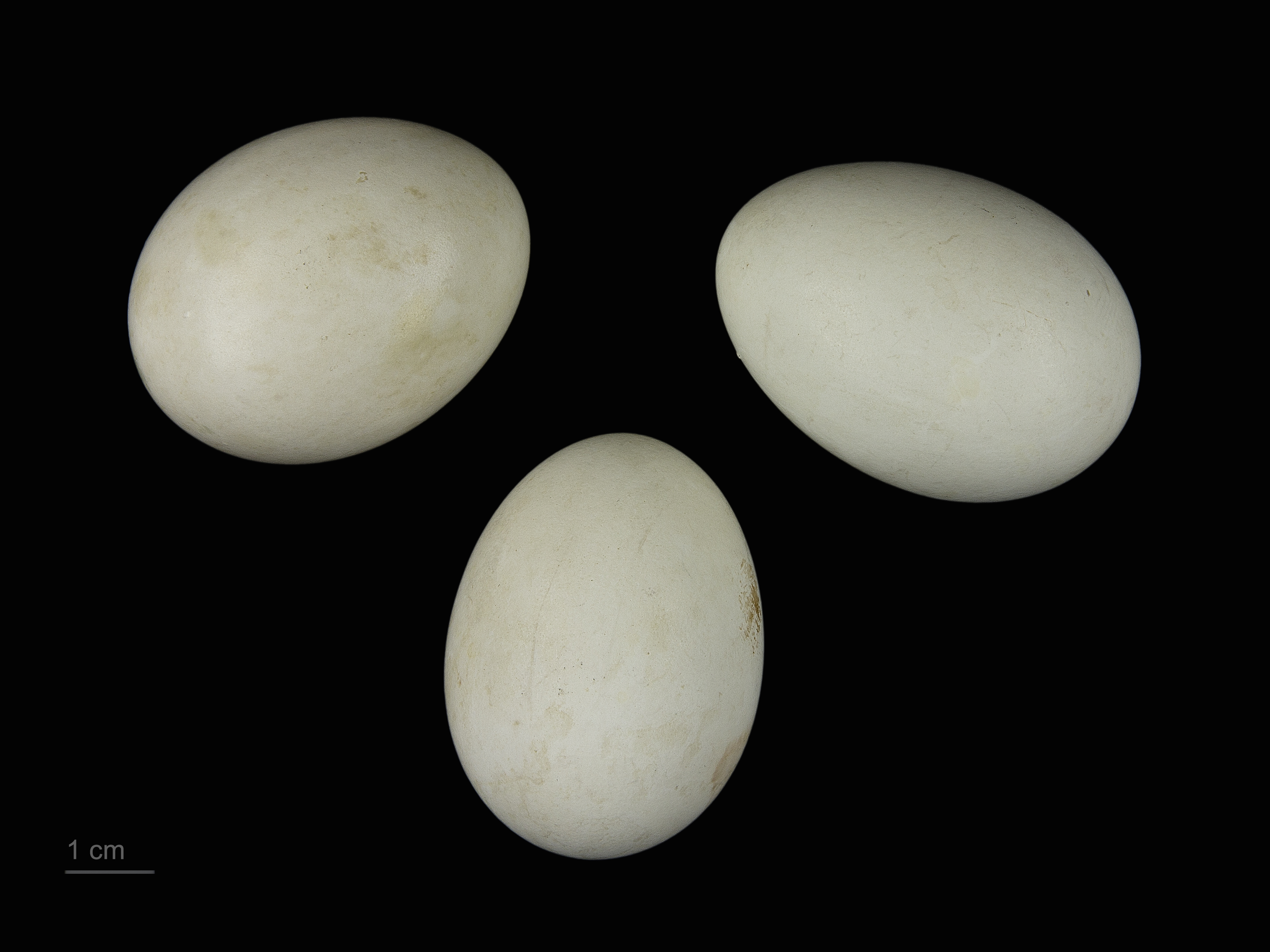
Accipiter badius

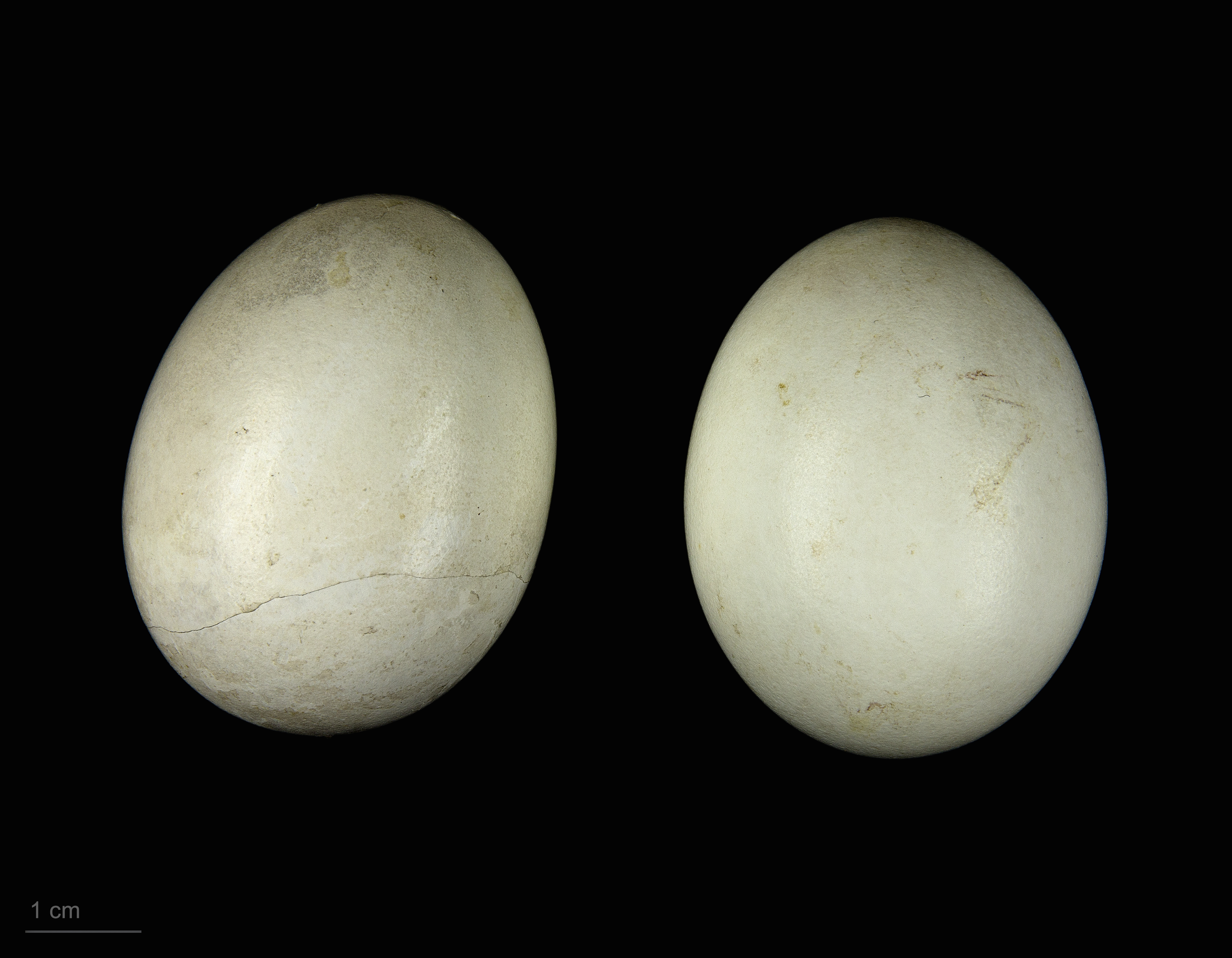
Accipiter badius cenchroides

La stagione della riproduzione varia considerevolmente a seconda delle regioni: nel subcontinente indiano, si estende da marzo a giugno, con un picco nei mesi di aprile e maggio. Le popolazioni di Ceylon (sottospecie badius) nidificano da gennaio a maggio. Quelle dell'Africa orientale si riproducono probabilmente durante tutto l'anno, mentre quelle del Sudafrica (sottospecie polyzonoides) depongono le uova tra agosto e gennaio. Il nido è una struttura piuttosto rudimentale simile a quella di un nido di corvide. È costruito con ramoscelli e l'interno è rivestito con erbe, radici o trucioli di legno. Misura 30 cm di larghezza e 10 di profondità. È situato tra i 7 e i 15 metri di altezza, su un mango frondoso, un tamarindo, un neem o un altro grande albero. Può anche essere situato su una palma del genere Borassus.
La covata comprende 3 o 4 uova, di colore grigio-bluastro chiaro, a volte con sottili strie nere sulla parte più larga del guscio e delle macchie grigio chiaro o lavanda. Le uova misurano in media 38 millimetri per 31. I due genitori si alternano nella cova e uniscono le loro forze per nutrire i giovani. L'incubazione dura circa un mese e la partecipazione del maschio è sovente minima. I giovani acquisiscono la totalità del loro piumaggio e lasciano il nido circa 32 giorni dopo la schiusa.

## Distribuzione e habitat
Gli shikra preferiscono abitualmente i tratti di foresta aperta e le savane boscose. Si trovano anche nelle piantagioni esotiche, nei terreni coltivati in prossimità dei villaggi, nei parchi urbani e nei giardini. Sono principalmente uccelli delle pianure e delle colline, ma ciò non impedisce loro di spingersi fino a 1400 metri ai bordi dell'Himalaya e al di sopra dei 2000 metri nelle regioni fortemente accidentate dell'Africa orientale. A Ceylon, questo uccello occupa praticamente tutte le zone fino a 1800 m. Le sottospecie della parte settentrionale del subcontinente indiano sono migratrici e intraprendono il loro viaggio verso sud in inverno.
L'areale dello shikra si estende attraverso due contineneti. In Asia, esso si estende dall'Azerbaigian nella regione del Caucaso fino alla Birmania e all'Indocina passando per l'Iran, l'Afghanistan e l'intero subcontinente indiano. In Africa, questi uccelli vivono a sud del Sahara, dal Senegal fino al Sudan e al Sudafrica.

## Tassonomia
Sono riconosciute ufficialmente sei sottospecie (quattro asiatiche e due africane):
- A. b. sphenurus (Rüppell, 1836), diffusa dal Senegambia fino all'Arabia meridionale a est e alle regioni settentrionali di Repubblica Democratica del Congo e Tanzania a sud;
- A. b. polyzonoides A. Smith, 1838, diffusa dalle regioni meridionali di Repubblica Democratica del Congo e Tanzania fino al Sudafrica settentrionale;
- A. b. cenchroides (Severtsov, 1873), diffusa dall'Azerbaigian fino al Kazakistan e all'Iran nord-occidentale a sud e all'India nord-occidentale e al Pakistan sud-orientale a est; sverna più a sud, in Asia meridionale e nella penisola indiana;
- A. b. dussumieri (Temminck, 1824), diffusa in India centrale e Bangladesh;
- A. b. poliopsis (Hume, 1874), diffusa dall'India nord-orientale fino alla Cina meridionale e alle regioni meridionali di Thailandia e Vietnam; sverna nella penisola malese e a Sumatra;
- A. b. badius (J. F. Gmelin, 1788), diffusa nell'India sud-occidentale e nello Sri Lanka.

## Conservazione
Lo shikra è assai diffuso in tutto il suo territorio, sia in Africa che in Asia. La popolazione globale è stimata intorno a un milione di individui e nessuna minaccia sembra per ora gravare su questa specie. Esso è in grado di tollerare un grado piuttosto grave di deforestazione del suo habitat e, in assenza di foreste, può adattarsi molto bene alle zone coltivate o urbane.